# Глибоке (Луганський район)
Глибоке — село в Україні, у Молодогвардійській міській громаді Луганського району Луганської області. Населення становить 50 осіб. З 2014 року є окупованим.

## Географія
Географічні координати: 48°18' пн. ш. 39°28' сх. д. Часовий пояс — UTC+2. Загальна площа села — 0,055 км².
Село розташоване у східній частині Донбасу за 10 км від селища Сімейкине.

## Історія
Засноване у 1934 році.

## Населення
За даними перепису 2001 року населення села становило 50 осіб, з них 10% зазначили рідною мову українську, 90% — російську.